# Miss Monaco
Miss Monaco, o Miss Monte Carlo, è un concorso di bellezza nazionale, rivolto a giovani ragazze rappresentanti del piccolo Principato di Monaco.
Esiste poca documentazione in merito a questo concorso, che di sicuro è stato svolto in più occasioni negli anni cinquanta; infatti non tutte le vincitrici sono oggi documentate o ricordate. 
Nel 2015 è iniziata la preselezione delle concorrenti per la nuova edizione del concorso di bellezza di Miss Monaco.

## Albo d'oro
| Anno | Miss Monaco        | Provenienza         | Posizione in altri concorsi di bellezza importanti | Note                                                         |
| ---- | ------------------ | ------------------- | -------------------------------------------------- | ------------------------------------------------------------ |
| 1953 | Elizabeth Chovisky | Monte Carlo, Monaco | 5ª classificata a Miss Mondo 1953                  | Partecipa a Miss Mondo e a Miss Europa come Miss Monte Carlo |
| 1955 | Josette Travers    | Francia             |                                                    | Partecipa a Miss Mondo 1955 come Miss Monte Carlo            |
| 1973 | Veronique Mercier  | Sconosciuta         | 2ª classificata a Miss Europa (non ufficiale) 1973 |                                                              |
| 1974 | Dany Coutelier     | Sconosciuta         | 3ª classificata a Miss Europa (non ufficiale) 1974 |                                                              |
| 1976 | Danielle Payan     | Sconosciuta         | 5ª classificata a Miss Europa (non ufficiale) 1976 |                                                              |
| 2014 | Hannah Mathews     | Sconosciuta         |                                                    |                                                              |

## Concorrenti a concorsi internazionali
Con il titolo di Miss Monte Carlo hanno partecipato ai seguenti concorsi internazionali:
Miss Mondo
- 1953: Elizabeth Chovisky
- 1955: Josette Travers

Miss Europa
- 1953: Elisabeth Chovisky